# アンリ・トマジ
アンリ・トマジ（Henri Tomasi、1901年8月17日 - 1971年1月13日）は、フランスの作曲家、指揮者。

## 略歴
コルシカ島出身の両親のもと、マルセイユで生まれる。パリ国立高等音楽・舞踊学校で、ヴァンサン・ダンディ、ジョルジュ・コサードらに師事。1927年にはカンタータ「コリオラン」でローマ賞作曲部門2位、指揮部門の1位を獲得した。1946年から1947年までの1年間モンテカルロ管弦楽団の音楽監督を務めた。

## 作品
作品は交響曲、劇場音楽、歌曲など100曲を超える。特に、管楽器を用いた作品は、この分野の重要なレパートリーとして、演奏頻度の多いものがいくつかある。
- 典礼ファンファーレ Fanfares liturgiques (1947)

トマジ自身による歌劇「ドン・ファン・ド・マニャラ Don Juan de Mañara」の音楽を元にしている。金管楽器と打楽器による合奏曲。金管合奏のレパートリーとして、演奏頻度が高い。
- 木管五重奏曲 Quintette à vent (1952)

スケルツォ楽章は、前記「典礼ファンファーレ」の一部分と同じ音楽進行となっている。
- コルシカの主題による変奏曲 Variations sur un thème corse (1938)

木管五重奏の編成。
- 春 Printemps (1963)

木管五重奏にアルトサクソフォンが加わった、六重奏編成。
- トランペット協奏曲 Concerto pour trompette et orchestre (1949)

トランペット協奏曲の重要なレパートリーの一つ。各種コンクールの課題曲としてしばしば演奏される他、CD録音も多い。
- ホルン協奏曲 Concerto pour cor et orchestre (1955)

当時パリ音楽院管弦楽団首席ホルン奏者であったルシアン・テーヴェのために作曲された難曲。演奏される頻度は非常に少なく、CDもほとんど録音されていない。フランスで活躍するホルン奏者根本雄伯の十八番。
- クラリネット協奏曲  Concerto pour clarinette et cordes (1957?)[1]

クラリネットと弦のための協奏曲。ジョシュア・ドス・サントスのクラリネットによる
- 第三世界のための交響曲 Symphonie du tiers (1968)

ベルリオーズの思い出に捧げられており、「幻想交響曲」の主題が暗示される箇所がある。オンドマルトノや多数の打楽器を含む、大編成の管弦楽のための作品。
- 12のコルシカの歌 12 Chants populaires de l'île de Corse (1971)

無伴奏女声合唱曲。

## 特徴
彼の創作の源は地中海であり、「地中海の光、色は私にとって大きな喜びである。心の部分からでない音楽は音楽でない。私はメロディストだ」と語っている。

## 関連書籍
- Sax, Mule & Co, ジャン＝ピエール・ティオレ, H & D, Paris, 2004 (アンリ・トマジ, 183). ISBN 2 914 266 03 0